# Seznam nosilcev medalje za zasluge Republike Slovenije
Seznam nosilcev medalje za zasluge Republike Slovenije.

## Seznam
2004
- Vlado Pušnik: »za zaslužno delovanje v slovenskem čebelarstvu, posebej za zasluge pri gradnji in delovanju Čebelarskega centra Slovenije na Brdu pri Lukovici«
- Ivan Kukovec: »za zasluge pri pospeševanju obrti in organizaciji ter vodenju Območne obrtne zbornice Ormož«

2005
- Ivan Sisinger: »za vsestranski prispevek k razvoju in napredku humane prostovoljne gasilske organizacije na celotnem območju Republike Slovenije«

2006
- Gustavo Buratti: »za zasluge pri zagotavljanju posebnih pravic za narodne in jezikovne manjšinske skupnosti v evropskem prostoru«
- Zveza geodetov Slovenije: »za dolgoletno uspešno delovanje in zasluge za razvoj geodetske stroke ob 55-letnici delovanja in 50-letnici izdajanja strokovnega glasila Geodetski vestnik.«
- Društvo ekonomistov Dolenjske in Bele krajine: »za prizadevno delovanje pri razvijanju strokovnih rešitev v poslovni znanosti in njihovem prenašanju v prakso, povezovanju gospodarstva in kulture ter uveljavljanju ideje odličnosti na vseh področjih gospodarskega in družbenega življenja«

2007
- Gerard Drese: »za osebni prispevek in podporo Sloveniji v osamosvojitveni vojni.«

2008
- Anton Travner, Vladimir Ban, Policijska uprava Krško, Štab civilne zaščite za Posavje: »za povezovanje aktivnosti in organizacijo dela pri reševanju in iskanju ponesrečencev«

2009
- Petra Majdič: »za velike dosežke na področju športa, v teku na smučeh«,
- Tina Maze: »za velike dosežke na področju športa, v alpskem smučanju«

2021
- Dušan Repovš (zdravnik):[3] »za velike zasluge v javnem zdravstvu in preventivni medicini ter še posebej zdravstveni vzgoji«